# NGC 4813
NGC 4813 (również PGC 44160) – galaktyka soczewkowata (S0), znajdująca się w gwiazdozbiorze Panny. Odkrył ją William Herschel 23 marca 1789 roku. Należy do galaktyk Seyferta typu 2.